# Dokumentarliteratur in der DDR
Dokumentarliteratur oder Protokollliteratur war ein besonderer Teil der DDR-Literatur in den 1970er und 1980er Jahren.

## Geschichte
Das erste Werk der Dokumentarliteratur in der DDR war Sarah Kirschs Die Pantherfrau von 1973, in dem sie nach Gesprächsprotokollen mehrere DDR-Frauen über sich erzählen ließ. Vorbilder dazu waren die Bottroper Protokolle von Erika Runge von 1969, in denen diese westdeutsche Arbeiterinnen in Interviews zu Wort kommen ließ.
1977 erreichte Maxie Wander mit ihrem Protokollband Guten Morgen, du Schöne einen gigantischen Erfolg in der DDR und in der Bundesrepublik. Sie hatte dazu Gesprächsprotokolle mit 19 Frauen über ihr Leben in berührender Weise zu monologischen Selbstdarstellungen verdichtet. Die Frauen kamen dabei relativ ungefiltert zu Wort, mit ihren persönlichen Gefühlen, Wahrnehmungen und Erlebnisbeschreibungen.
Nach diesem Vorbild veröffentlichten in den folgenden Jahren weitere Autorinnen ähnliche Bücher, in denen sie sehr authentisch Lebenswirklichkeiten in der DDR beschrieben.
Sie ersetzten damit die fehlenden  Dokumentarreportagen, die eigentlich im Journalismus anzusiedeln gewesen wären, was in der DDR aber nur in sehr eingeschränktem Maße möglich war.
Diese Bücher stellten genau Lebensbefindlichkeiten dar, wie sie zwar jeder einzelnen Leserin und jedem Leser aus ihrer/seiner Wirklichkeit bekannt, aber in dieser Verallgemeinerung nicht bewusst gewesen waren.
1990 und danach versuchten einige Autorinnen, auf diese Weise auch  Befindlichkeiten in und nach der Wende wiederzugeben, was aber auf Grund der neuen Möglichkeiten eines freien Journalismus in vielen neugegründeten DDR-Zeitungen und -Zeitschriften keine besondere  Resonanz mehr fand.

## Werke (Auswahl)
Zu den bekanntesten Werken der Dokumentarliteratur in der DDR gehörten
- Sarah Kirsch, Die Pantherfrau, 1973
- Maxie Wander, Guten Morgen, du Schöne, 1977, zahlreiche Neuauflagen
- Irina Liebmann, Berliner Mietshaus, 1982
- Christine Eckart, So sehe ick die Sache, Kiepenheuer & Witsch, Köln 1984; nur in der Bundesrepublik verlegt
- Christine Müller, Männerprotokolle, Mitteldeutscher Verlag, Halle, Leipzig 1985,
  - James Dean lernt kochen. Protokolle, 1986, Ausgabe in der Bundesrepublik; weitere Neuauflagen und Teilverfilmung 1996
- Christine Lambrecht, Männerbekanntschaften, 1986
- Jürgen Lemke: Ganz normal anders. Auskünfte schwuler Männer, zeitgleich erschienen Ausgaben bei Luchterhand und im Aufbau Verlag, 1989
- Helga Königsdorf, Adieu DDR. Protokolle eines Abschieds, 1990

## Dokumentarliteratur über die DDR in der Bundesrepublik

### Übersicht
Weniger poetisch waren die Berichte von ehemaligen DDR-Bürgern, die inzwischen in der Bundesrepublik lebten, und über ihre Erfahrungen von Repressionen in der DDR berichteten, sowie von Problemen bei der Integration im Westen.
Am bekanntesten und erschütterndsten waren die Hohenecker Protokolle  von Gefangenen im Frauengefängnis Hoheneck von Ulrich Schacht  von 1984.
Eher exotisch wirkten dagegen die Reiseberichte des Schweden Hans Axel Holm ins mecklenburgische Neustadt-Glewe von 1970 und der Bottrop-Interviewerin Erika Runge nach Rostock von 1971.

### Werke
- Die deutsche Not, 1960

- Wolfgang Plat, Begegnung mit den anderen Deutschen, 1969
- Barbara Grunert-Bronnen (Hrsg.): Ich bin Bürger der DDR und lebe in der Bundesrepublik, 1970
- Hans Axel Holm, Bericht aus einer Stadt in der DDR, 1970
- Erika Runge, Reise nach Rostock, DDR, 1971
- Horst-Günter Kessler, Jürgen Miermeister: Vom "Großen Knast" ins "Paradies", 1983
- Ulrich Schacht: Hohenecker Protokolle, Ammann, Zürich 1984, Neuauflagen 1989 und öfter
- Uwe Gerig: Wir von drüben, 1989
- Martin Ahrends (Hrsg.): Mein Leben. Teil zwei, 1989